# سكوير إنكس
شركة سكوير إنكس المحدودة (بالإنجليزية: Square Enix Company, Limited ؛ باليابانية: 株式会社スクウェア･エニックス) شركة ألعاب إلكترونية تأسست في اليابان عام 1982. كانت تعرف سابقا بشركة سكوير سوفت قبل أن تتحد مع شركة إينكس في عام 2003 ليصبح اسمها سكوير إينكس وكان ذلك في أبريل 2003. سكويرإينكس شركة متخصصة في ألعاب الفيديو وبالذات في ألعاب تقمص الأدوار (RPGs).

## أبرز المنتجات

### دراغون كويست
دراغون كويست (مسعى التنين) هي سلسلة من ألعاب تقمص الأدوار (RPG). النسخ الإنكليزية منها عرفت باسم دراغون ووريور (Dragon Warrior) حتى عام 2005. السلسلة مؤلفة من ثمانية أجزاء رئيسية. أنتجت إينكس الجزء الأول منها في عام 1986. تقوم سكوير إينكس الآن بإنتاج ألعاب دراغون كويست بعد أن دمجت إينكس معها. ألعاب دراغون كويست صدرت لحواسب إم إس إكس، وأجهزة نينتندو إنترتينمنت سيستم، وسوبر نينتندو، وجيم بوي كولور، وجيم بوي أدفانس، ونينتندو دي إس، وبلاي ستيشن، وبلاي ستيشن 2، ووي، بالإضافة إلى أنواع معينة من الهواتف النقالة. مع حلول ديسمبر 2007، تم بيع أكثر من 43 مليون نسخة من ألعاب دراغون كويست حول العالم . وتعد هذه السلسلة بالنسبة لسكوير إينكس الأكثر نجاحاً بعد فاينل فانتَسي، على الرغم من أن دراغون كويست هي سلسلة الألعاب الأكثر شعبية في اليابان .

### فاينل فانتَسي
المقالة الرئيسية: فاينل فانتَسي
فاينل فانتَسي (Final Fantasy) هي منتجات متعددة الوسائط ابتكرها مصمم الألعاب الياباني هيرونوبو ساكاجوتشي، وتمتلكها الآن سكوير إينكس. تشمل المنتجات ألعاب الفيديو والأفلام الكرتونية. تتكون السلسلة من 13 جزء رئيسي من ألعاب تقمص الأدوار، ولكن حتى مارس 2007 تشمل السلسلة (الأجزاء الرئيسية والفرعية) على 28 لعبة. أنتج الجزء الأول في عام 1987 بواسطة شركة سكوير. لاحقاً تم إنتاج العديد من السلاسل الفرعية، وتختلف بعضها في نمط اللعبة، فمثلاً تم تطوير ألعاب من نوع تقمص الأدوار التكتيكية (Tactical RPGs) وتقمص الأدوار عبر الإنترنت (MMORPG). بالإضافة إلى الأجهزة المنزلية والحواسب، تم إنتاج ألعاب للأجهزة المحمولة وبعض الهواتف النقالة أيضاً.

### كرونو
كرونو (Chrono) هي سلسلة من منتجات سكوير إينكس، عرفت سابقاً بسكوير. تشمل السلسلة لعبة تقمص الأدوار كرونو تريغر لجهاز سوبر نينتندو التي صدرت في عام 1995، تلتها لعبتي راديكال دريمرز (Radical Dreamers) وكرونو كروس. كما تم إنتاج أنمي ترويجي، وأعيد إصدار كرونو تريجر في 2001 لجهاز بلاي ستيشن. ورغم صغر السلسلة مقارنة مع فاينل فانتَسي ودراغون كويست، إلا أن مراجعات وردود الأفعال لهما غالباً ما تكون إيجابية. فعلى سبيل المثال، في عام 2006 صنف موقع آي جي إن الشهير لعبة كرونو تريغر كثاني أفضل لعبة لجميع الأوقات، كما أدرج موقع غيم سبوت اللعبة من ضمن قائمة أعظم ألعاب الفيديو، ووضعت مجلة فاميتسو اليابانية كرونو تريغر في المرتبة 28 في قائمة أفضل 100 لعبة لكل الأوقات. كما حصلت كرونو كروس في مراجعة موقع غيم سبوت على العلامة الكاملة، مع العلم بأن الموقع لم يعطِ هذا التقييم إلا إلى أربع ألعاب فقط.

### ستار أوشن
ستار أوشن (ستار أوشن) هي مجموعة ألعاب من نوع تقمص الأدوار تبرمجها تري أيس (تري أيس)، وتقوم سكوير إينكس بنشرها. تتألف من أربع ألعاب رئيسية. نشرت إينكس الجزء الأول في عام 1996 في اليابان فقط.

### فاينل فانتَسي 7
المقالة الرئيسية: فاينل فانتَسي 7
فاينل فانتَسي 7 (Final Fantasy VII) هي سلسلة منفرعة من فاينل فانتَسي تعرف رسمياً باسم "Compilation of Final Fantasy VII". جميع المنتجات مرتبطة بالجزء السابع من سلسلة فاينل فانتَسي، وتشمل ألعاب الفيديو والرسوم المتحركة، تدور قصتها في نفس عالم فاينل فانتَسي 7، وتعد امتداداً للقصة. يدير سلسلة الألعاب هذه المخرج الياباني تتسويا نومورا والمنتج يوشينوري كيتاسي.

### فاينل فانتَسي XIV: أ ريلم ريبورن
المقالة الرئيسية: فاينل فانتَسي XIV: أ ريلم ريبورن
فاينل فانتَسي XIV: أ ريلم ريبورن Final Fantasy XIV: A Realm Reborn هي ثاني لعبة في السلسلة من صنف ألعاب تقمّص الأدوار كثيفة اللاعبين على الإنترنت وإحدى أكثرها شهرة في العالم. تدور أحداثها في عالم إيورزيا Eorzea ويمكن للاعب صنع شخصيته وبعصها في مغامرات حول هذا العالم لمحو قوى الشر. صدرت يوم 27 أغسطس 2013.

### فاينل فانتَسي تاكتكس
فاينل فانتَسي تاكتكس (فاينل فانتازي تاكتيكس) هي سلسلة منفرعة من فاينل فانتَسي تختلف عن الألعاب الرئيسية في طريقة اللعبة، حيث أنها ألعاب إستراتيجية أو تكتيكية (Tactical RPGs). صدر الجزء الأول منها لجهاز بلاي ستيشن في عام 1997 وهي تدمج عناصر ألعاب فاينل فانتَسي التقليدية مع نظام المعارك التكتيكي.

### زينوغيرز
زينوغيرز (زينوغيرس) هي لعبة من نوع تقمص الأدوار صدرت في عام 1998 لجهاز بلاي ستيشن مكونة من قرصين. حصلت اللعبة على مراجعات إيجابية كثيرة، وقد صنف موقع جيم رانكينغز (غيم رانكينغز) من بين أفضل 15 لعبة بلاي ستيشن.

### دراغون كويست مونسترز
دراغون كويست مونسترز (وحوش مسعى التنين) هي سلسلة منفرعة من دراغون كويست عرفت النسخ الإنكليزية منها سابقاً باسم دراغون ووريور مونسترز (Dragon Warrior Monsters). بخلاف السلسلة الرئيسية، نمط اللعبة مختلف عن تقمص الأدوار حيث أن في ألعاب دراغون كويست مونسترز لا يقوم اللاعب بأي نوع من القتال بل يركز على صيد الوحوش وتربيتهم وتطويرهم. جميع رسوم الشخصيات والوحوش من تصميم الرسام الياباني أكيرا تورياما الذي قام برسم دراغون بول.

### فالكيري بروفايل
فالكيري بروفايل (Valkyrie Profile) هي ألعاب من نوع تقمص الأدوار تطورها تري أيس وتنشرها سكوير إينكس. صدر الجزء الأول منها لجهاز بلاي ستيشن في عام 1999، ولاحقاً أنتجت نسخة محسنة لجهاز بي إس بي المحمول. كما صدر جزء ثانٍ لجهاز بلاي ستيشن 2 في عام 2006.

### كينغدوم هارتس
كينغدوم هارتس سلسلة ألعاب أكشن مع بعض عناصر ألعاب تقمص الأدوار من إنتاج سكوير إينكس. وهي عبارة عن اشتراك بين سكوير وشركة والت ديزني تحت إشراف المخرج تتسويا نومورا. تحتوي اللعبة على شخصيات وعوالم ديزني، يقوم بتأدية أصوات الشخصيات نفس الأشخاص الذين يؤدون الأصوات الرسمية. تظهر أيضاً العديد من شخصيات ألعاب فاينل فانتَسي وتتفاعل مع شخصيات ديزني. الشخصية الرئيسية في السلسلة تدعى سورا (Sora) الذي يقوم بالبحث عن أصدقائه مواجهاً شخصيات ديزني وفاينل فانتَسي.

### فاينل فانتَسي كريستال كرونيكلز
فاينل فانتَسي كريستال كرونيكلز (فاينل فانتازي كريستال كرونيكلز) هي سلسلة منفرعة من فاينل فانتَسي صدر الجزء الأول منها لجهاز غيم كيوب في عام 2003. تشمل السلسلة على بعض الألعاب الأخرى وهي رينغ أوف فيتس (Ring of Fates ‏) لجهاز دي إس، ولعبتين قيد البرمجة لجهاز وي.

## وصلات خارجية
- الموقع الرسمي